# Maizières-lès-Metz
Pour les articles homonymes, voir Maizières.
Maizières-lès-Metz est une commune française située dans le département de la Moselle et le pays messin en Lorraine. Elle est chef-lieu de canton et appartient à l'arrondissement de Metz.
Depuis le 1er janvier 2016, elle fait partie de la région administrative Grand Est.
Les habitants sont appelés Maizièrois et Maizièroises.

## Géographie

### Localisation
Maizières-lès-Metz est implantée sur la rive gauche de la Moselle, dans l'axe Luxembourg-Nancy. Elle se situe à 12 kilomètres au nord de Metz qui est le chef-lieu de la Moselle et à 17 kilomètres au sud de Thionville. En outre, la ville est à une cinquantaine de kilomètres de Luxembourg.
| - OpenStreetMap Limite communale. |

### Communes limitrophes
Le territoire de la commune est limitrophe de ceux de six communes qui sont Hagondange, Talange, Hauconcourt, Woippy, Semécourt et Marange-Silvange. La commune Woippy elle-même se situe à quelques kilomètres plus au sud mais Saint-Rémy, écart appartenant à Woippy, est situé à mi-chemin, ce qui en fait un territoire limitrophe.
|                  | Hagondange         | Talange     |
| Marange-Silvange | Maizières-lès-Metz | Hauconcourt |
| Semécourt        | Woippy             |             |

### Géologie et relief
La superficie de la commune est de 892 hectares.

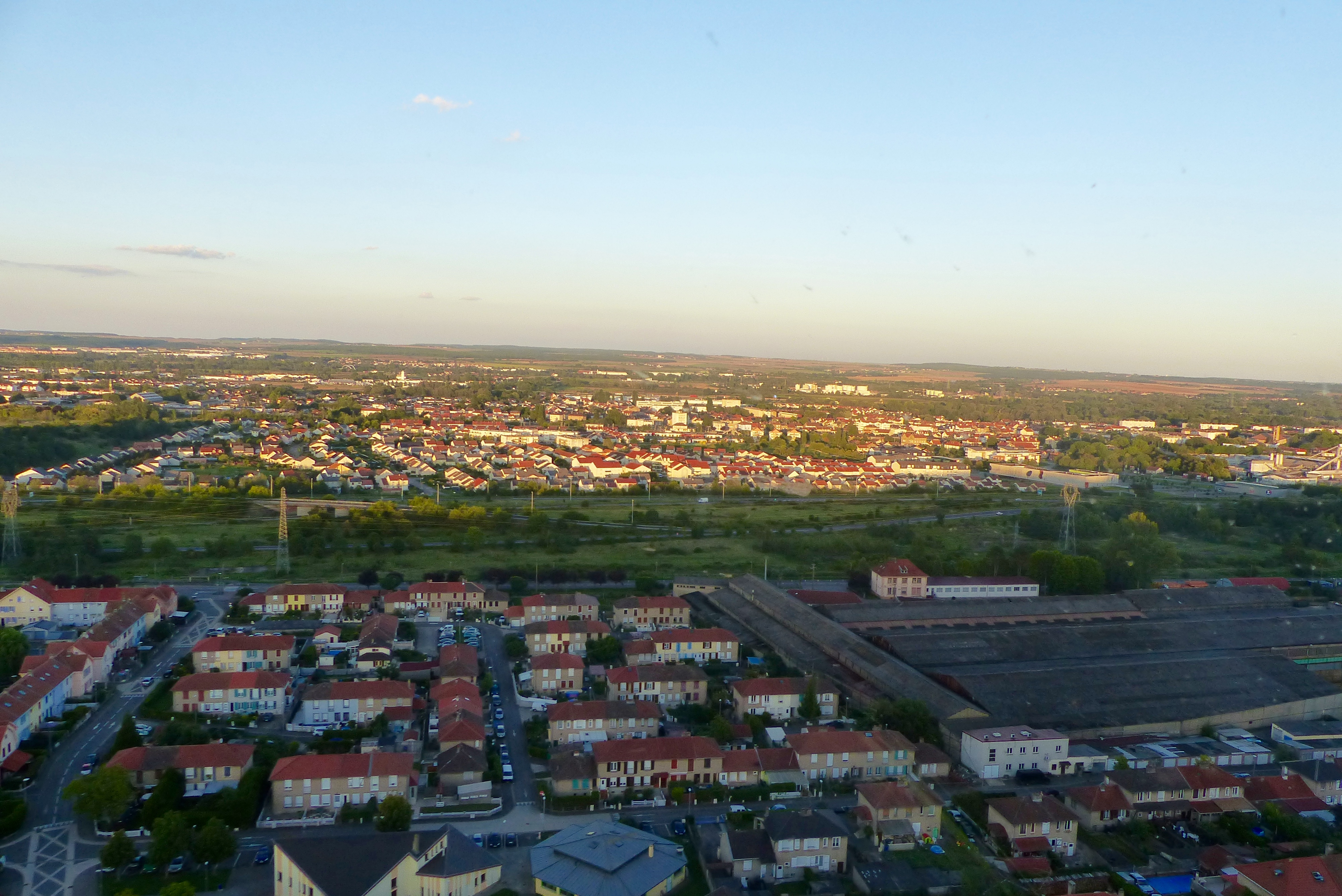
La ville de Maizières-lès-Metz vue du ciel. Au premier plan, on voit le quartier des Écarts avec, juste derrière la Voie Romaine et la voie rapide D112F. Au deuxième plan, ensoleillé, c'est le reste de la ville.

### Quartiers
La ville compte plusieurs quartiers portant un nom:
- Brieux
- Brompeine
- Les Colonies
- Les Écarts
- La Falouche
- Kennedy
- Les Maisons Blanches
- La Petite Barche
- Les Prédelés
- Les Quatre Chemins
- La Robinette
- Sur Plane
- Val Maidera

### Hydrographie
La commune est située dans le bassin versant du Rhin au sein du bassin Rhin-Meuse. Elle est drainée par la Barche, le ruisseau le Billeron et le ruisseau de Feves.
La Barche, d'une longueur totale de 10,5 km, prend sa source dans la commune de Pierrevillers et se jette  dans la Moselle à Hagondange, après avoir traversé six communes.
Le Billeron, d'une longueur totale de 15,5 km, prend sa source dans la commune de Saint-Privat-la-Montagne et se jette  dans la Moselle à Hauconcourt, après avoir traversé six communes.

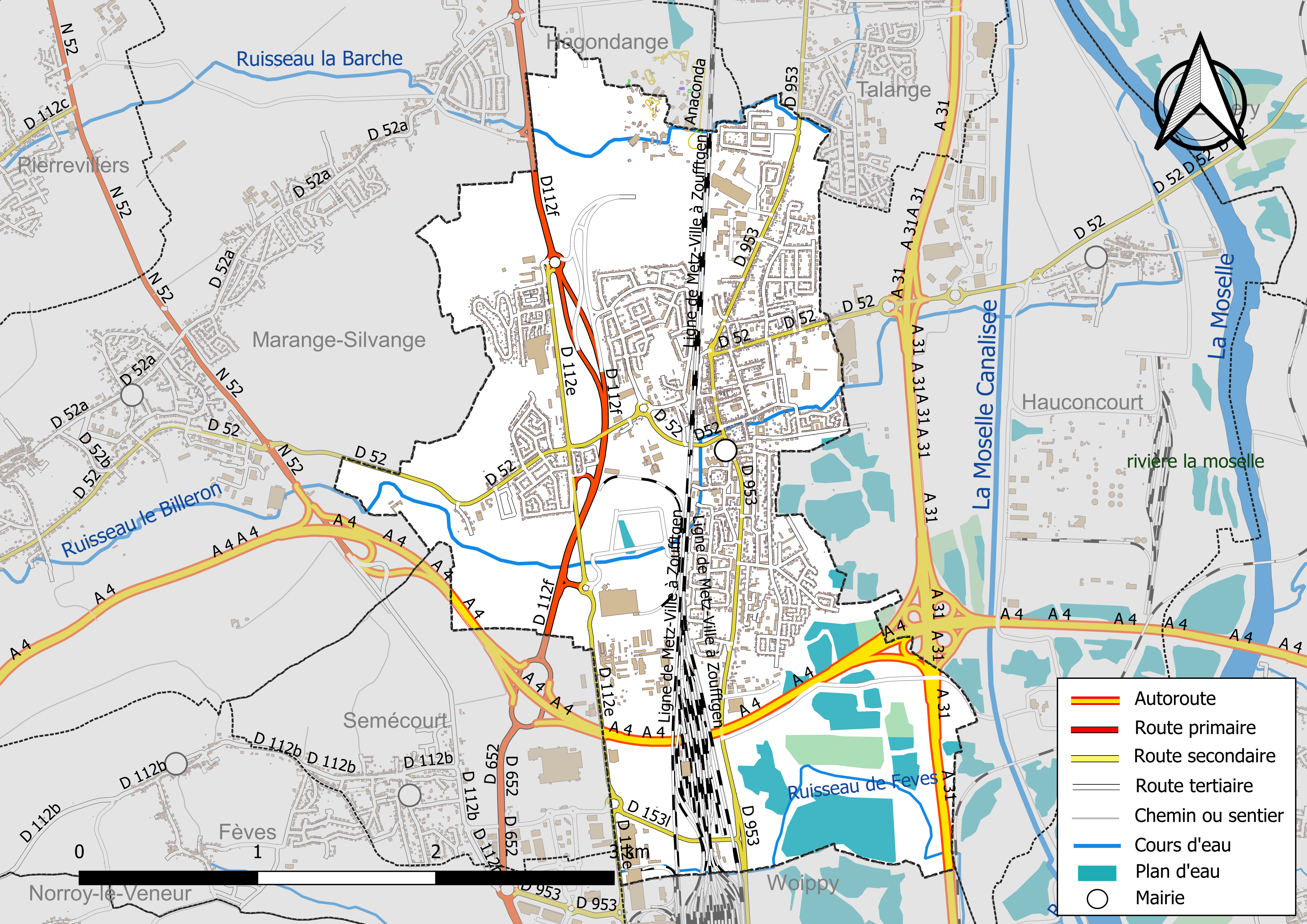
Réseaux hydrographique et routier de Maizières-lès-Metz.

La qualité des eaux des principaux cours d’eau de la commune, notamment du ruisseau la Barche et du ruisseau le Billeron, peut être consultée sur un site dédié géré par les agences de l’eau et l’Agence française pour la biodiversité. Ainsi en 2019, dernière année d'évaluation disponible en 2022, l'état écologique du ruisseau le Billeron était jugé médiocre (orange).

### Climat
Pour des articles plus généraux, voir Climat du Grand Est et Climat de la Moselle.
En 2010, le climat de la commune est de type climat des marges montargnardes, selon une étude du Centre national de la recherche scientifique s'appuyant sur une série de données couvrant la période 1971-2000. En 2020, Météo-France publie une typologie des climats de la France métropolitaine dans laquelle la commune est exposée à un climat semi-continental et est dans la région climatique  Lorraine, plateau de Langres, Morvan, caractérisée par un hiver rude (1,5 °C), des vents modérés et des brouillards fréquents en automne et hiver. 
Pour la période 1971-2000, la température annuelle moyenne est de 9,7 °C, avec une amplitude thermique annuelle de 16,7 °C. Le cumul annuel moyen de précipitations est de 742 mm, avec 11,8 jours de précipitations en janvier et 9,1 jours en juillet. Pour la période 1991-2020, la température moyenne annuelle observée sur la station météorologique de Météo-France la plus proche, « Malancourt », sur la commune d'Amnéville à 6 km à vol d'oiseau, est de 10,2 °C et le cumul annuel moyen de précipitations est de 884,1 mm. 
La température maximale relevée sur cette station est de 39,3 °C, atteinte le 25 juillet 2019 ; la température minimale est de −17,9 °C, atteinte le 5 janvier 1985,,. 
| Mois                                  | jan.             | fév.             | mars           | avril           | mai             | juin            | jui.           | août           | sep.           | oct.            | nov.             | déc.             | année      |
| ------------------------------------- | ---------------- | ---------------- | -------------- | --------------- | --------------- | --------------- | -------------- | -------------- | -------------- | --------------- | ---------------- | ---------------- | ---------- |
| Température minimale moyenne (°C)     | −0,4             | −0,3             | 2,2            | 4,9             | 8,5             | 11,5            | 13,6           | 13,4           | 10,2           | 7,1             | 3,2              | 0,6              | 6,2        |
| Température moyenne (°C)              | 1,8              | 2,7              | 6,3            | 10              | 13,7            | 16,9            | 18,9           | 18,7           | 14,8           | 10,4            | 5,7              | 2,6              | 10,2       |
| Température maximale moyenne (°C)     | 4,1              | 5,8              | 10,4           | 15              | 18,8            | 22,2            | 24,3           | 24             | 19,4           | 13,8            | 8,1              | 4,6              | 14,2       |
| Record de froid (°C) date du record   | −17,9 05.01.1985 | −15,6 07.02.1991 | −14,6 01.03.05 | −6,1 12.04.1986 | −1,4 06.05.1979 | −0,1 05.06.1991 | 2,9 22.07.1980 | 2,9 24.08.1980 | 1,3 07.09.1985 | −3,4 24.10.03   | −10,8 23.11.1998 | −15,5 03.12.1973 | −17,9 1985 |
| Record de chaleur (°C) date du record | 15,2 05.01.1999  | 20,9 27.02.19    | 25,6 31.03.21  | 27,9 21.04.18   | 32,4 28.05.17   | 35,4 26.06.19   | 39,3 25.07.19  | 38,2 08.08.03  | 33,1 15.09.20  | 26,2 10.10.1979 | 21,1 02.11.20    | 15,6 17.12.15    | 39,3 2019  |
| Précipitations (mm)                   | 85,9             | 70,2             | 67,5           | 52,6            | 67,9            | 68,4            | 70,7           | 69,5           | 69,6           | 79,7            | 81,7             | 100,4            | 884,1      |

| Diagramme climatique                                  |             |             |           |             |              |              |            |              |             |            |             |
| J                                                     | F           | M           | A         | M           | J            | J            | A          | S            | O           | N          | D           |
| 4,1−0,485,9                                           | 5,8−0,370,2 | 10,42,267,5 | 154,952,6 | 18,88,567,9 | 22,211,568,4 | 24,313,670,7 | 2413,469,5 | 19,410,269,6 | 13,87,179,7 | 8,13,281,7 | 4,60,6100,4 |
| Moyennes : • Temp. maxi et mini °C • Précipitation mm |             |             |           |             |              |              |            |              |             |            |             |

Les paramètres climatiques de la commune ont été estimés pour le milieu du siècle (2041-2070) selon différents scénarios d'émission de gaz à effet de serre à partir des nouvelles projections climatiques de référence DRIAS-2020. Ils sont consultables sur un site dédié publié par Météo-France en novembre 2022.

## Urbanisme

### Typologie
Au 1er janvier 2024, Maizières-lès-Metz est catégorisée centre urbain intermédiaire, selon la nouvelle grille communale de densité à sept niveaux définie par l'Insee en 2022.
Elle appartient à l'unité urbaine de Metz, une agglomération intra-départementale regroupant 42  communes, dont elle est une commune de la banlieue,,. Par ailleurs la commune fait partie de l'aire d'attraction de Metz, dont elle est une commune de la couronne,. Cette aire, qui regroupe 245 communes, est catégorisée dans les aires de 200 000 à moins de 700 000 habitants,.

### Occupation des sols
L'occupation des sols de la commune, telle qu'elle ressort de la base de données européenne d’occupation biophysique des sols Corine Land Cover (CLC), est marquée par l'importance des territoires artificialisés (56,2 % en 2018), en augmentation par rapport à 1990 (51,8 %). La répartition détaillée en 2018 est la suivante : 
zones urbanisées (32,7 %), zones industrielles ou commerciales et réseaux de communication (20,4 %), eaux continentales (13,2 %), milieux à végétation arbustive et/ou herbacée (12 %), prairies (6 %), forêts (5,8 %), terres arables (5,1 %), espaces verts artificialisés, non agricoles (3,1 %), zones agricoles hétérogènes (1,8 %). L'évolution de l’occupation des sols de la commune et de ses infrastructures peut être observée sur les différentes représentations cartographiques du territoire : la carte de Cassini (XVIIIe siècle), la carte d'état-major (1820-1866) et les cartes ou photos aériennes de l'IGN pour la période actuelle (1950 à aujourd'hui).

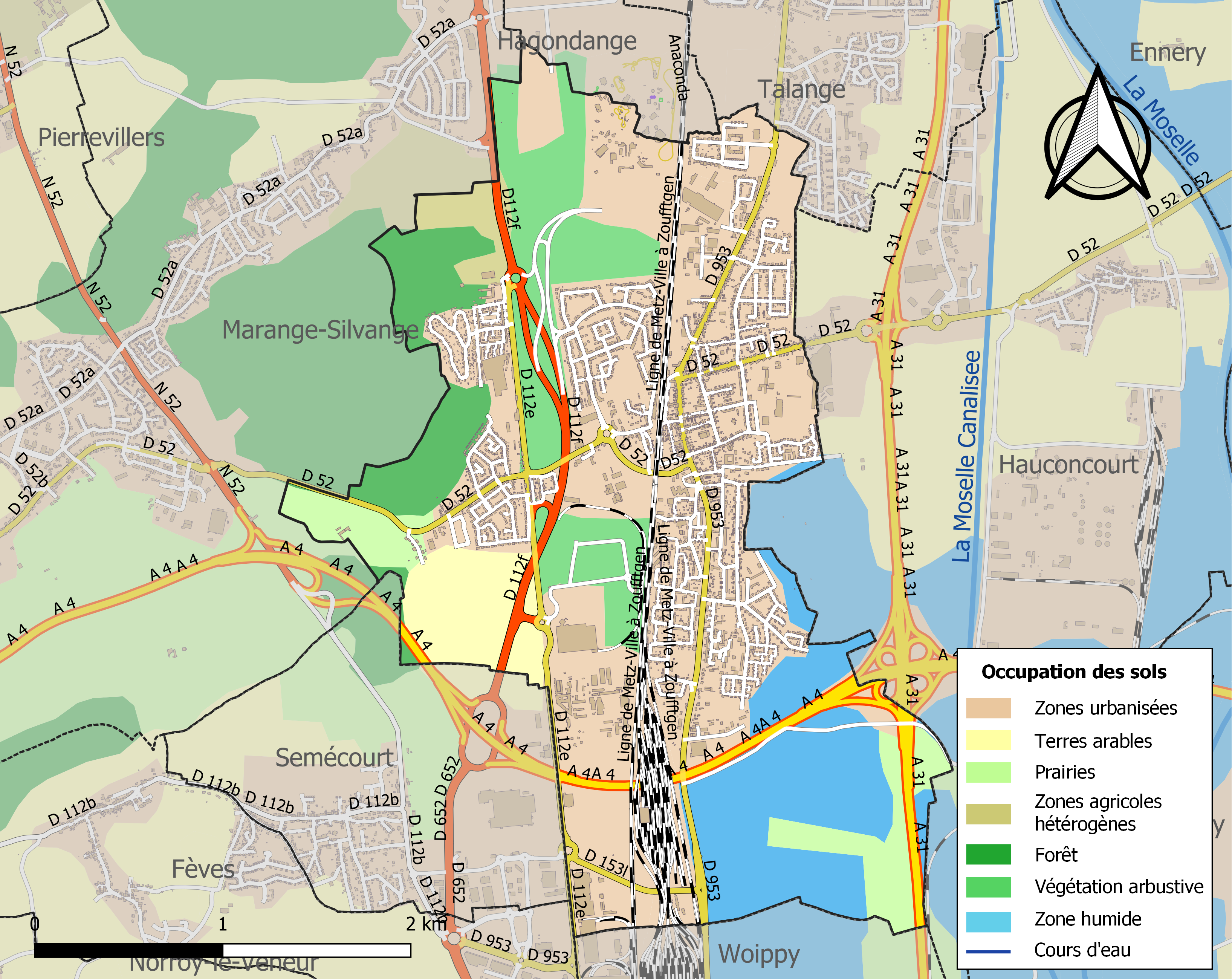
Carte des infrastructures et de l'occupation des sols de la commune en 2018 (CLC).

### Voies de communication et transports

#### Voies routières
Maizières-lès-Metz est située sur la route départementale 953, ou Voie de la Liberté, à proximité de l'échangeur entre les autoroutes A31 et A4 nommé Croix d'Hauconcourt. L'A31 relie les villes de Luxembourg, Thionville, Metz et Nancy. On y accède par l'échangeur  35, en passant par Hauconcourt. L'A4, appelée Autoroute de l'Est, quant à elle, s'impose dans le paysage local car elle traverse la commune en passant au-dessus de son entrée sud. Elle relie Paris, Metz et Strasbourg, la sortie  36 dessert la ville en passant par Semécourt.
L'excellente desserte autoroutière de la ville permet de la situer à trois heures de Paris et à moins de deux heures de Strasbourg et de la frontière franco-allemande. Elle permet aussi un accès facile aux agglomérations voisines, d'autant plus que l'A31 est gratuite. Ainsi, Metz et Thionville se trouvent à environ quinze minutes de Maizières-lès-Metz. Du fait de cette bonne desserte, le transport routier de marchandises est privilégié pour l'approvisionnement des entreprises locales.
La commune est également au carrefour de plusieurs axes routiers départementaux. La RD 953 relie Metz à Thionville en rive gauche de la Moselle, la RD 112F relie l'échangeur de l'A4 à Amnéville, la RD 112E, appelée Voix Romaine relie la zone industrielle du Val Euromoselle Sud à la commune en rejoignant la RD 112f et la RD 52 relie les rives droite et gauche de la Moselle et rejoint les villages des Côtes de Moselle.

#### Transports
La commune est desservie par sept lignes du réseau de bus Fluo anciennement Tim sur neuf arrêts, lui permettant d'être reliée à différentes villes telles que Metz, Thionville, Moyeuvre-Grande… De plus, des lignes scolaires et de loisirs permettent de desservir gratuitement les établissements scolaires et de relier ceux-ci aux équipements culturels et sportifs (piscine, médiathèque, complexe sportif, etc.).
Depuis le 5 mai 2025, trois des quatre lignes de bus du réseau Riv'Connect desservent la commune, permettant de la relier aux différentes zones industrielles et commerciales de la communauté de communes Rives de Moselle. Ce réseau de bus doit desservir quasiment toutes les communes de Rives de Moselle au travers de cinquante arrêts de bus. Il est en expérimentation jusqu'en 2027.
La gare SNCF de Maizières-lès-Metz est située sur la ligne TER qui relie les villes de Nancy, Metz, Thionville et Luxembourg. Metz est la ville la plus proche desservie par la ligne TGV Est européen. Sur le même axe, une halte a aussi été mise en place à proximité de l'entrée de Walygator Parc. En semaine, une vingtaine de trains par jour et dans les deux sens s'arrêtent à Maizières.

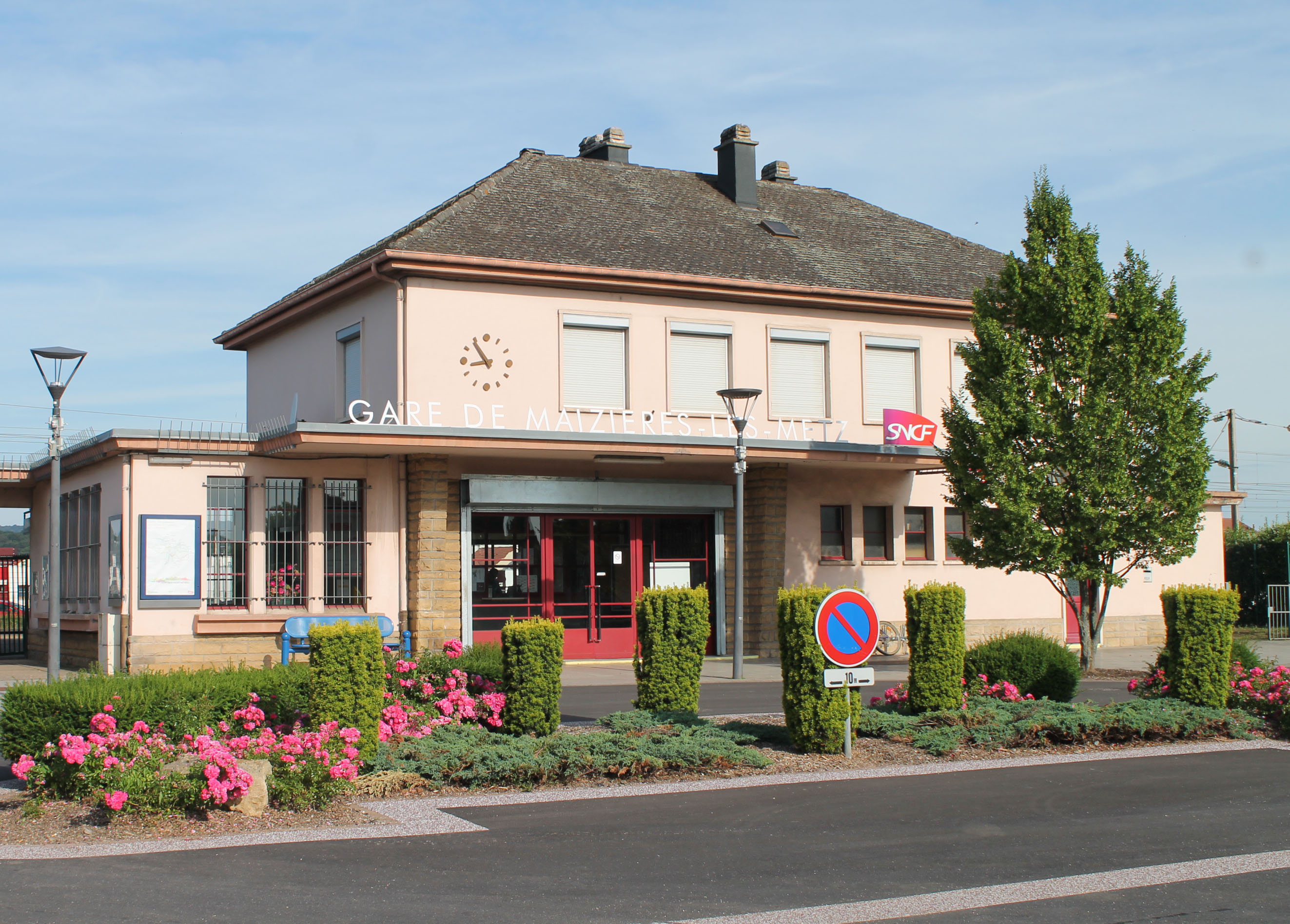
Gare SNCF de Maizières-lès-Metz.
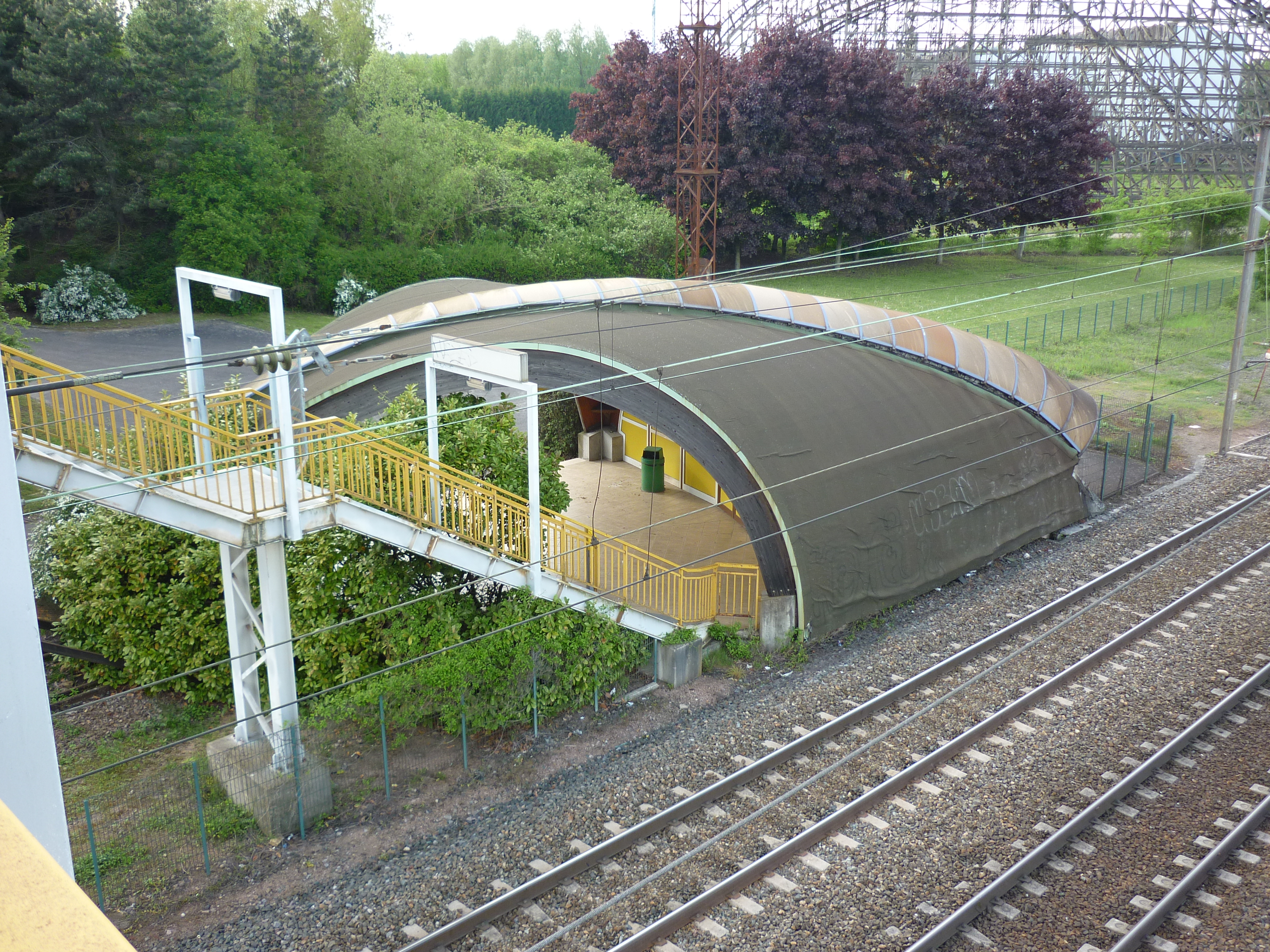
Halte de Walygator-Parc.
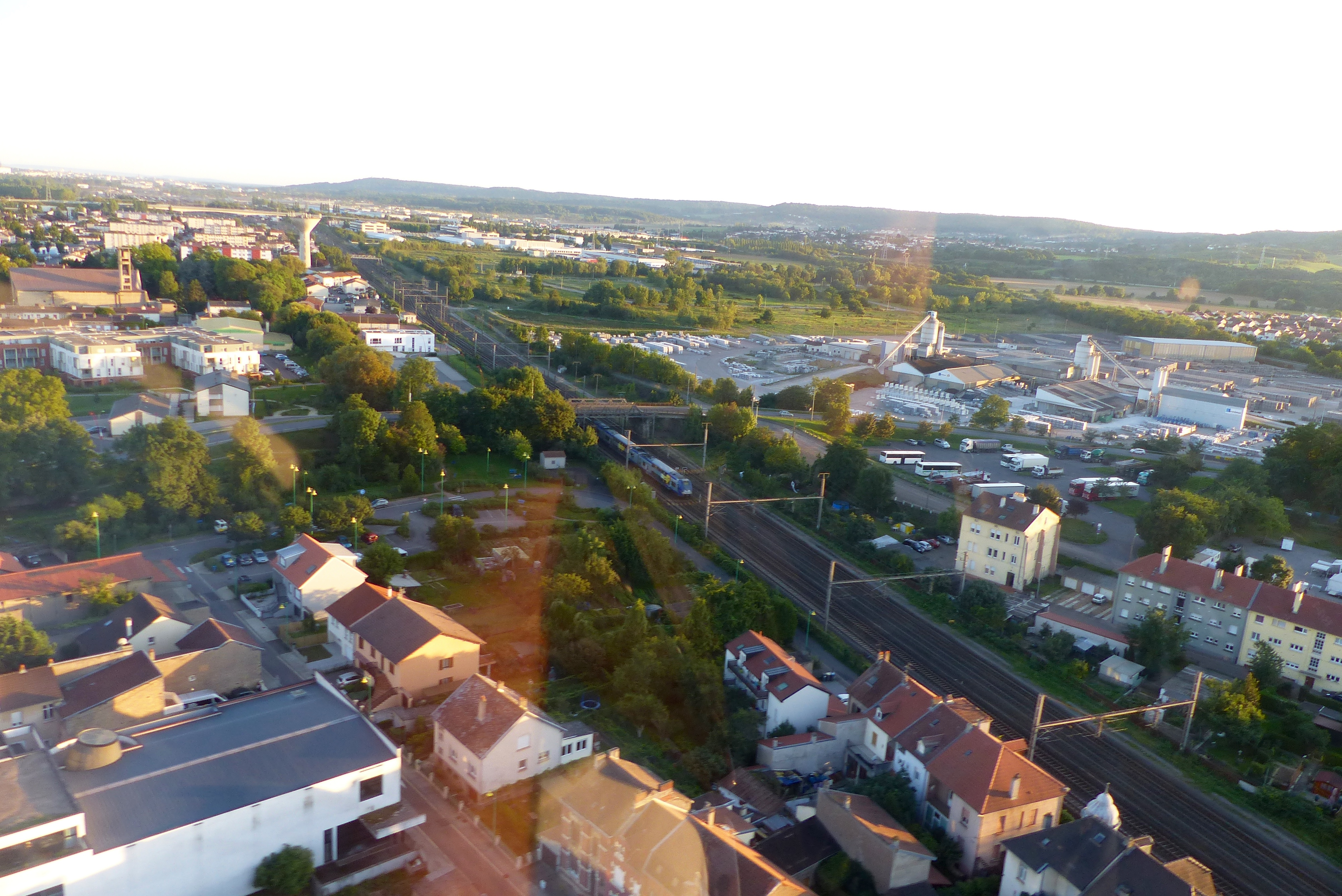
La ligne de TER reliant Luxembourg à Metz traversant Maizières-lès-Metz.

La commune est concernée par le transport ferroviaire de marchandises car les convois utilisent la voie ferrée nord-sud passant par la gare de triage de Woippy dont les installations s'étendent partiellement sur le territoire maiziérois au sud.
Les aéroports les plus proches sont ceux de Metz-Nancy-Lorraine (à 26,5 km) et de Luxembourg-Findel (à 46,3 km).

#### Voies vertes
En 2014, la communauté de communes Rives de Moselle propose 70 kilomètres de voies cyclables sur cinq boucles ainsi que des liaisons entre chacune. Une de ces liaisons passe par Maizières-lès-Metz et assure aussi la liaison avec la véloroute du Téméraire. Cette véloroute est une voie cyclable qui parcourt la Lorraine sur 260 kilomètres et qui relie les Flandres à la Bourgogne.

## Toponymie
- Anciennes mentions du nom : Maidera (977) ; Masières (1218) ; Masyères (1246) ; Mazères (1273) ; Maixière (1287) ; Maixeire (1287) ; Maixières (1290) ; Maixerey (1321) ; Maixeire (1404) ; Maixier (1460) ; Maixères (XVe siècle) ; Maiseriæ (1462) ; Maxières (1495) ; Maisière devant Metz (1514) ; Mazeriæ et Maseriæ (1544) ; Maseriæ vulgo Maiziers (1554) ; Mazière (1594) ; Masières (XVIIe siècle) ; Maisière (1631) ; Maizière (1635) ; Mezières (1756) ; Mezière (carte Cassini) ; Maizières-lès-Metz (1847)[18],[19].
- En francique lorrain : Welschmaacher[Note 6]. En lorrain roman : Mach'ire[18], Mahhire[20] et  Majire.
- En allemand : Maizières bei Metz (1871-1915), Macheren bei Metz (1915–1918), Machern bei Metz (1940–1944)[21].

Le toponyme Maizières et ses parents Maizery, Mageret, Magerotte, Magery, Majerou, Mézières, etc. renvoient au latin maceria ou maceries, qui signifient, selon le cas, mur de clôture (autour d'un vignoble par exemple), mais aussi vestiges (de constructions d'époque romaine), ruines. Le verbe maceriare veut dire maçonner, construire. En territoire germanique Macher, Mecher, Macheren, etc. ne renvoient pas au latin maceria ou maceries,

## Histoire

### Époque médiévale
La ville est citée pour la première fois en 977 sous le nom de Maidera et appartient à l’époque à l’abbaye Saint-Vincent de Metz et ce jusqu’à la Révolution. Elle est souvent détruite par les guerres féodales.

### Époque moderne
En 1817, Maizières-les-Metz, village de l’ancien Pays des Trois-Évêchés, traversé par le Billeron, avait pour annexes la ferme et château de Brieux, la ferme et moulin de Fercau. À cette époque, il y avait 667 habitants répartis dans 97 maisons.

### Époque contemporaine
Comme les autres communes de l'actuel département de la Moselle, Maizières-lès-Metz est annexée à l’Empire allemand de 1871 à 1918. Rebaptisée Macheren bei Metz, la commune connaît alors une période de grande prospérité. Lorsque la Première Guerre mondiale éclate, les Mosellans se battent pour l’Empire allemand. Beaucoup de jeunes gens tomberont au champ d'honneur sous l’uniforme allemand, sur le Front de l’Est, mais aussi à l’Ouest, en particulier en France et dans les Flandres. Sujets loyaux de l'Empereur, les Maiziérois accueillent cependant avec joie la fin des hostilités et la paix retrouvée. Maizières-lès-Metz redevient française.

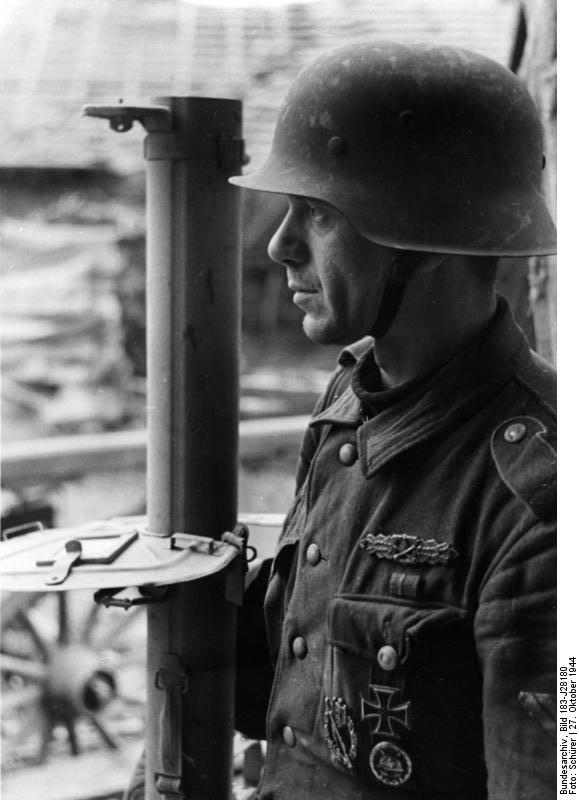
Grenadier allemand avec son Panzerschreck, Maizières-lès-Metz, le 27 octobre 1944.

La Seconde Guerre mondiale et le drame de la seconde Annexion marqueront encore longtemps les esprits. Maizières-lès-Metz (Macheren bei Metz) fut le théâtre de dramatiques combats au cours de la bataille de Metz en septembre 1944, opposant le XXe corps de la IIIe armée américaine aux 462e et 559e divisions allemandes.
Le 4 septembre 1944, les civils sont évacués de Maizières-lès-Metz. Certains habitants franchissent la Moselle, vers l’est, d’autres se cachent dans les bois à l’ouest, en attendant les troupes américaines. La IIIe armée US envoie effectivement des patrouilles de reconnaissance dès le 7 septembre, au grand soulagement des réfugiés. Après des escarmouches à Hagondange, et à Silvange, la 7e Armored Division débouche à Maizières-lès-Metz. Ne rencontrant aucune résistance dans ce secteur, les Américains se replient alors sur Hagondange. Profitant de cette aubaine, les Allemands réinvestissent le secteur. Le 17 septembre, la 7e Armored Division, une division blindée américaine, est remplacée par la 90e Infantry Division. Malgré le soutien de l’artillerie qui pilonne systématiquement le secteur, la 90e Infantry Division US piétine. Les soldats du régiment 1216 de la 462e Volks-Grenadier-Division tiennent en effet solidement les positions en se terrant dans des abris de fortune. Le 20 octobre 1944, alors que ses troupes occupent déjà près la moitié de Maizières, le général van Fleet ordonne que la ville soit prise avant le 2 novembre 1944. Face à cette résistance opiniâtre, la 90e Infantry Division fait appel à l’artillerie. Celle-ci tire sans relâche sur le secteur, réduisant le vieux village à quelques ruines éventrées et à des amas de pierres. L’hôtel de ville devient l'objectif à atteindre pour le colonel Barth. Pour déloger les derniers combattants allemands, les troupes américaines lancent une attaque décisive le 26 octobre 1944. Après un nouveau pilonnage d’artillerie, les soldats américains se jettent en masse sur l'objectif, nettoyant les derniers foyers de résistance au bazooka et au lance-flammes. Le 27 octobre 1944, l’ancienne mairie est prise. Les pertes allemandes sont très lourdes, mais les soldats tiennent encore certaines positions. Le 29 octobre, l'artillerie de la division américaine déclenche un nouveau tir de barrage roulant au nord de la commune, détruisant maisons et retranchements. Cette fois-ci, les dernières poches de résistance tombent. Alors qu'un bataillon entier du régiment 1216 de la 462e Volks-Grenadier-Division fut pratiquement détruit sur place, la 90e Infantry Division américaine, aidée par une artillerie de campagne efficace et par une bonne couverture aérienne, ne perdra que 55 hommes lors de l'assaut final. Le 30 octobre, le général Patton peut visiter les ruines de Maizières et savourer sa victoire. La prise de Maizières-lès-Metz, position clé au nord du dispositif défensif de Metz, constitua un atout supplémentaire pour l'armée américaine, dans la bataille de Metz.

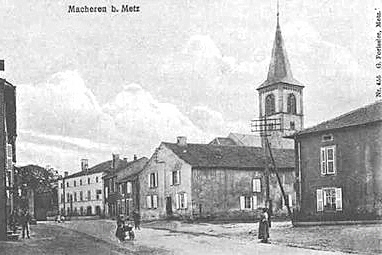
Macheren bei Metz à l'époque de l'annexion allemande.
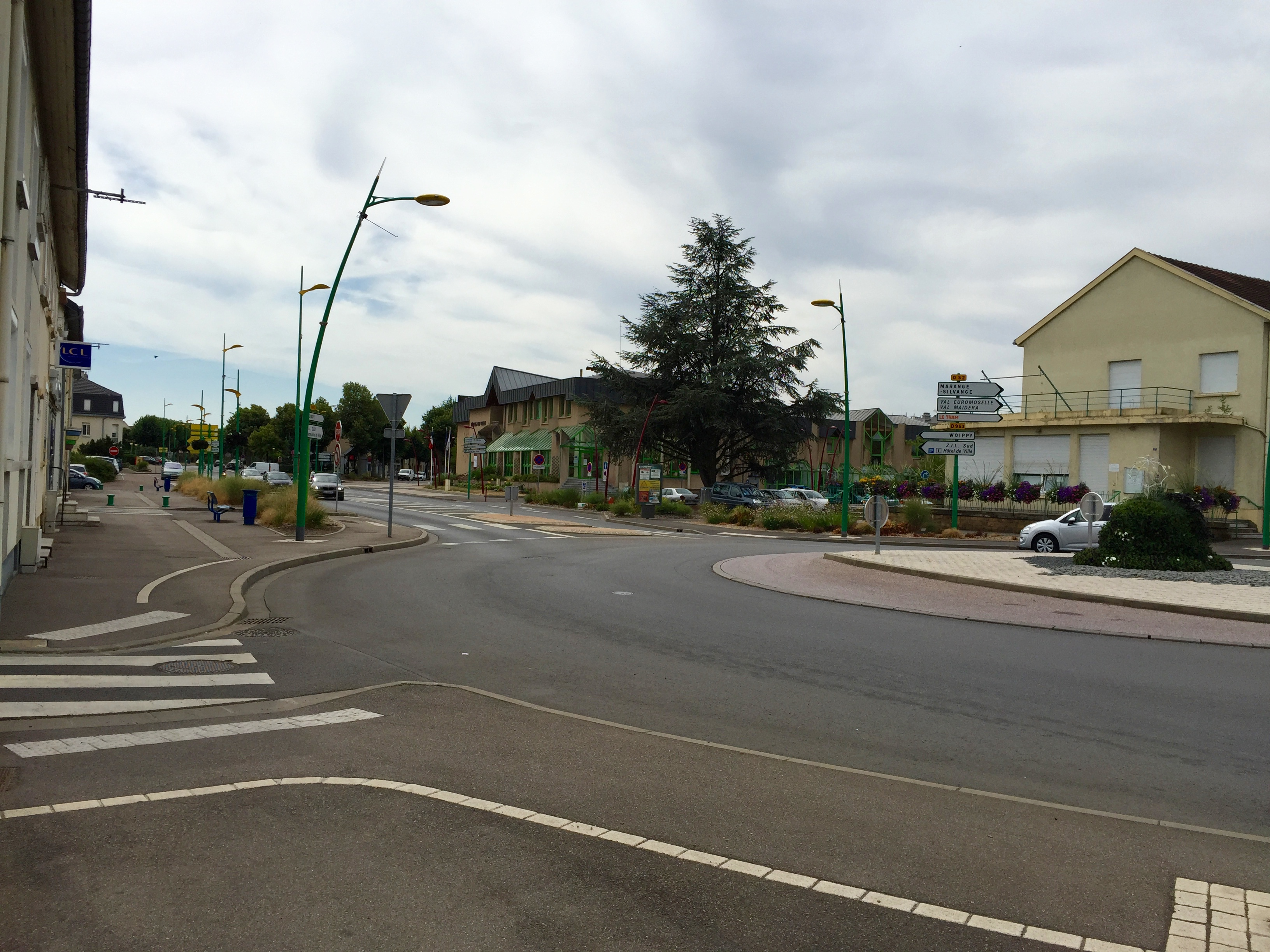
Maizières-lès-Metz en 2015.

## Politique et administration

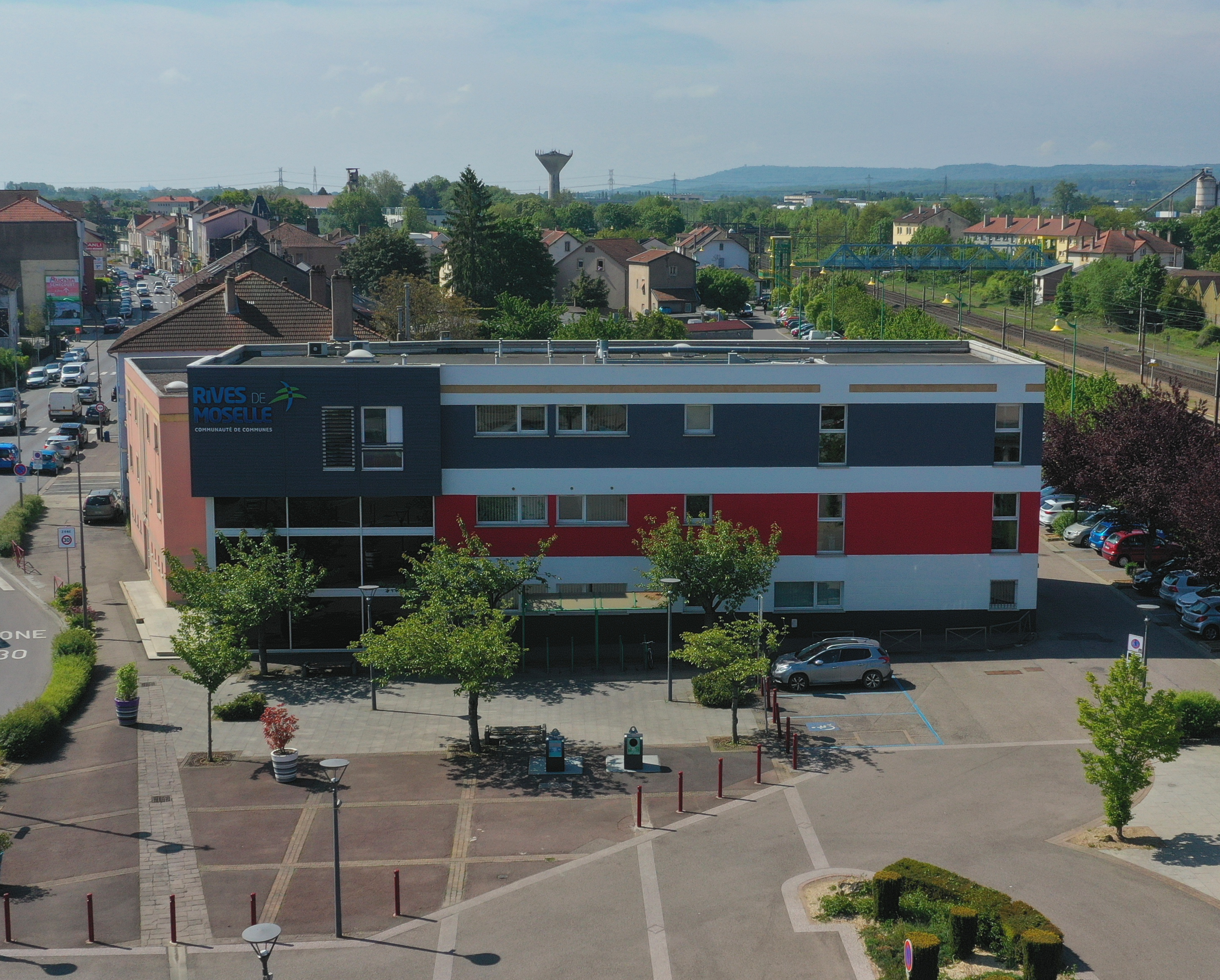
Siège de la communauté de communes Rives de Moselle.

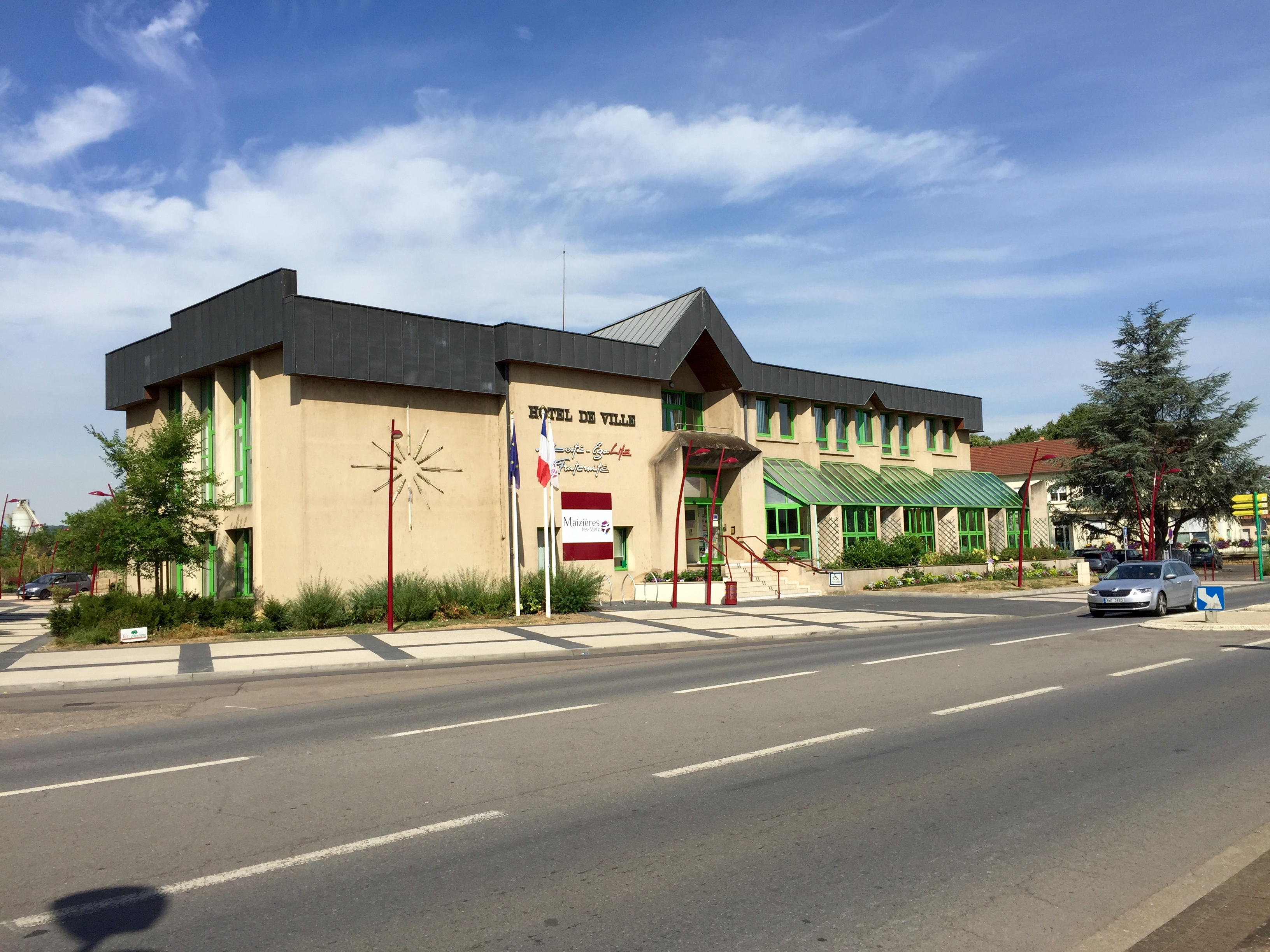
Hôtel de ville de Maizières-lès-Metz.

La ville fait partie de la communauté de communes Rives de Moselle, constituée de vingt communes dont elle abrite le siège. Le maire, Julien Freyburger, en est le président.

### Liste des maires
| Période                                  | Période   | Identité           | Étiquette    | Qualité |
| ---------------------------------------- | --------- | ------------------ | ------------ | --- |
| 1945                                     | mars 1965 | Gustave Barthélemy | DVD          | Conseiller général du canton de Metz-Campagne (1949 → 1967) |
| mars 1965                                | juin 1995 | Maurice Demange    | UDR puis RPR | Conseiller général du canton de Woippy (1967 → 1973) |
| juin 1995                                | mars 2014 | Gérard Terrier     | PS           | Ingénieur retraité Député de la 1re circonscription de la Moselle (1997 → 2002 puis 2012 → 2014) Conseiller général du canton de Maizières-lès-Metz (1998 → 2012)                                              |
| mars 2014                                | En cours  | Julien Freyburger  | SE-LR        | Juriste publiciste Président de Rives de Moselle (depuis 2018) Conseiller départemental du canton du Sillon Mosellan (depuis 2015) Premier vice-président du Conseil départemental de la Moselle (depuis 2021) |
| Les données manquantes sont à compléter. |           |                    |              | |

### Politique de développement durable
La commune s’est engagée dans une politique de développement durable en lançant une démarche d'Agenda 21 en 2009.

### Jumelages
Maizières-lès-Metz est jumelée avec trois villes dont deux sont situées à l’étranger.
- Montastruc-la-Conseillère (France) en Haute-Garonne
- Bad Wünnenberg (Allemagne)
- Bukowsko (gmina) (Pologne) (voir aussi Bukowsko(pl))

## Population et société

### Démographie
L'évolution du nombre d'habitants est connue à travers les recensements de la population effectués dans la commune depuis 1793. Pour les communes de plus de 10 000 habitants les recensements ont lieu chaque année à la suite d'une enquête par sondage auprès d'un échantillon d'adresses représentant 8 % de leurs logements, contrairement aux autres communes qui ont un recensement réel tous les cinq ans,.

En 2022, la commune comptait 11 725 habitants, en évolution de +4,39 % par rapport à 2016 (Moselle : +0,52 %, France hors Mayotte : +2,11 %).
| 1793 | 1800 | 1806 | 1821 | 1836 | 1841 | 1861 | 1866 | 1871 |
| ---- | ---- | ---- | ---- | ---- | ---- | ---- | ---- | ---- |
| 438  | 488  | 587  | 672  | 865  | 862  | 750  | 726  | 714  |

| 1875 | 1880 | 1885 | 1890  | 1895  | 1900  | 1905  | 1910  | 1921  |
| ---- | ---- | ---- | ----- | ----- | ----- | ----- | ----- | ----- |
| 741  | 744  | 916  | 1 070 | 1 091 | 1 876 | 2 921 | 3 417 | 3 420 |

| 1926  | 1931  | 1936  | 1946  | 1954  | 1962  | 1968  | 1975   | 1982  |
| ----- | ----- | ----- | ----- | ----- | ----- | ----- | ------ | ----- |
| 4 155 | 4 661 | 4 037 | 2 075 | 4 636 | 8 817 | 9 834 | 11 024 | 9 790 |

| 1990  | 1999  | 2006  | 2011   | 2016   | 2021   | 2022   | - | - |
| ----- | ----- | ----- | ------ | ------ | ------ | ------ | - | - |
| 8 901 | 9 344 | 9 750 | 10 774 | 11 232 | 11 792 | 11 725 | - | - |

### Santé
Maizières-lès-Metz comporte plusieurs cabinets médicaux, une clinique vétérinaire, une maison de santé pluridisciplinaire, trois pharmacies et un laboratoire d'analyses médicales.
L'hôpital privé Terres de Moselle du groupe ELSAN est actuellement en cours de construction et son ouverture est prévue pour 2026. Cet hôpital a pour but de réunir les cliniques actuelles Claude Bernard de Metz et Notre-Dame de Thionville dans un nouveau centre hospitalier plus grand et plus moderne dans un bassin de population de près de 800 000 habitants. Ce nouvel hôpital s'étendra sur une surface de 50 000 m2 et disposera en outre d'un service d'urgences, de 28 salles d'opération, d'un plateau d'imagerie médicale, d'une maternité et d'un institut de cancérologie. Le complexe accueillera également une maison médicale et un laboratoire d'analyses.

## Économie

### Sidérurgie
Maizières-les-Metz a connu deux usines à fonte : la première, propriété de la société Sambre et Moselle qui a exploité trois hauts-fourneaux mis à feu en 1882 et 1898, et une seconde appartenant initialement à la Société des Hauts-Fourneaux de Moselle, acquise en 1905 par l’usine de Rombas.
En 1917, les usines de Maizières-les-Metz comptent quatre hauts-fourneaux dont deux de construction récente.
Avant 1940, ces quatre hauts-fourneaux produisent environ 900 tonnes de fonte par jour. Ils sont sinistrés pendant la Seconde Guerre mondiale et ne seront pas reconstruits.

## Culture locale et patrimoine

### Le TRAM

Le TRAM, espace culturel et conservatoire de musique

La ville possède depuis 2009 un espace culturel, le TRAM, qui comporte un conservatoire de musique doté d’un auditorium de cent-vingt places, un espace périscolaire ainsi qu'une salle festive. Avant cette date, le conservatoire de musique était situé dans l'ancienne école élémentaire Victor Hugo devenue vétuste qui a été démolie début 2011 afin de laisser place à une résidence pour sénior. Le bâtiment du TRAM a été créé par l'architecte Dominique Coulon et a reçu l'une des 93 récompenses du Chicago Athenaum Museum of Architecture and Design en 2010, l'International Architecture Award. Gérard Terrier, à ce moment maire de la ville, donne l'origine du nom du bâtiment: « Clin d’œil au passé, ce nom offre une idée d’évasion. Mais en fait, c’est une réalité : les ouvriers passaient par ici en tram pour aller dans les usines sidérurgiques un peu plus loin. »

#### Spectacles, concerts et salons
Le TRAM accueille de nombreux spectacles et concerts tout au long de l'année. Des célébrités de l'humour y ont présenté leurs spectacles telles que Le Comte de Bouderbala, Manu Payet ou Gil Alma mais aussi Catherine Laborde et Nicole Ferroni.
Depuis avril 2016, le TRAM accueille aussi Maizières in Game, le premier salon du jeu vidéo en Lorraine. Ce salon propose notamment des tournois de jeux, des espaces multijoueur, une zone de jeux rétro mais aussi tout un espace sur les nouvelles technologies ainsi que des immersions à 360° et en 3D. Différents intervenants de créations, de productions et d'innovations artistiques et numériques sont présents tout au long du salon.

#### Le Conservatoire municipal de musique
Le conservatoire municipal, autrefois implanté dans l'ancienne école Victor Hugo, est situé au TRAM depuis sa construction en 2009. Lieu d'expression artistique et d'apprentissage de la musique ouvert à tous, le conservatoire propose un enseignement musical adapté et des activités variées, dans des locaux modernes et conviviaux, répondant aux exigences d'une pratique artistique de qualité.

### Médiathèque Georges Brassens
Ouverte en septembre 2003, et s’étendant sur une surface de 1 300 m2, la médiathèque est  un  espace  d’information, de culture et de loisirs qui s'adresse à tous. Il est possible d'emprunter ou de consulter sur place plus de 45 000 références, tous supports confondus : livres, CD, DVD, Blu-ray, partitions, CDRoms, presse quotidienne et magazines. Deux salles de travail, deux espaces d’animation et d’exposition complètent l’équipement. À la programmation régulière (matinées bébés, malles aux histoires, ateliers contes, ateliers d’écriture, etc.) s’ajoutent ponctuellement des expositions, conférences, spectacles et veillées contes.
Une cabane à livres est disponible à l'extérieur de la médiathèque. Elle permet un échange libre de livres. Le principe est d'y laisser un livre et d'en prendre un autre en échange.

### Blasonnement et logotype

#### Le blason
|  | Blasonnement des armoiries : De gueules, à la fleur de lys d'argent et à deux palmes adossées de sinople mouvant d'entre les pétales du lys, accompagnée de trois besants d'or, celui du chef dextre chargé d'une ombre de croix pattée. |

En 1218, la commune appartient à l'abbaye de Saint-Vincent de Metz qui porte « de gueules, à la fleur de lys d'argent et à deux palmes adossées de sinople mouvant d'entre les pétales du lys, accompagnée en chef de deux croissants affrontés et entrelacés ». Maizières faisant partie du Pays des Trois-Évêchés, ou Val de Metz, les armes portent les trois besants d'or dont un chargé d'une ombre de croix pattée. Ici, ils ne sont pas en chef comme la plupart des autres blasons des communes appartenant au Val de Metz. Plus exactement, il était sous la domination du paraige de Saint-Martin qui portait « de gueules, à trois besants d'or, celui de dextre chargé d'une croix du champ ».

#### Le logo

Ancien logo de la ville de Maizières-lès-Metz (jusqu'à mai 2014)
Logo actuel de la ville (depuis juin 2014)

En juin 2014, la ville s'est doté d'un nouveau logotype plus moderne afin d'exprimer une image plus contemporaine et plus attractive. L'écriture fine, douce mais qui s’affirme, rappelle le caractère institutionnel. Elle représente la modernité, la rigueur, le design avec des lignes épurées. Les nombreuses couleurs du kaléidoscope représentent la richesse et la diversité des atouts, des services et des activités de la ville. La Croix de Lorraine stylisée évoque l’ancrage régional et symbolise une ville carrefour.

### Lieux et monuments
La voie romaine qui passe par la D112E et D112F et qui relie Semécourt à Marange-Silvange en passant par Maizières-lès-Metz possède quelques vestiges (pierres sculptées) datant de l'époque romaine.
L'ancienne mairie avec beffroi a été détruite pendant la seconde Guerre mondiale et remplacée par l'hôtel de ville actuel. Le bureau de poste et la Police municipale se trouvent dans le même bâtiment mais avec des entrées indépendantes.
Maizières-lès-Metz possède deux monuments aux morts. Un en hommage aux morts de la première Guerre mondiale, situé sur la place des Déportés, avec la gravure « À nos morts — Le souvenir français » avec une croix de Lorraine sur le devant et une statue d'un soldat sur le piédestal. L'autre monument, situé rue du 4 septembre, a été construit en hommage aux morts de la seconde Guerre mondiale et porte une plaque gravée « La ville de Maizières-lès-Metz à ses enfants morts pour la France ».

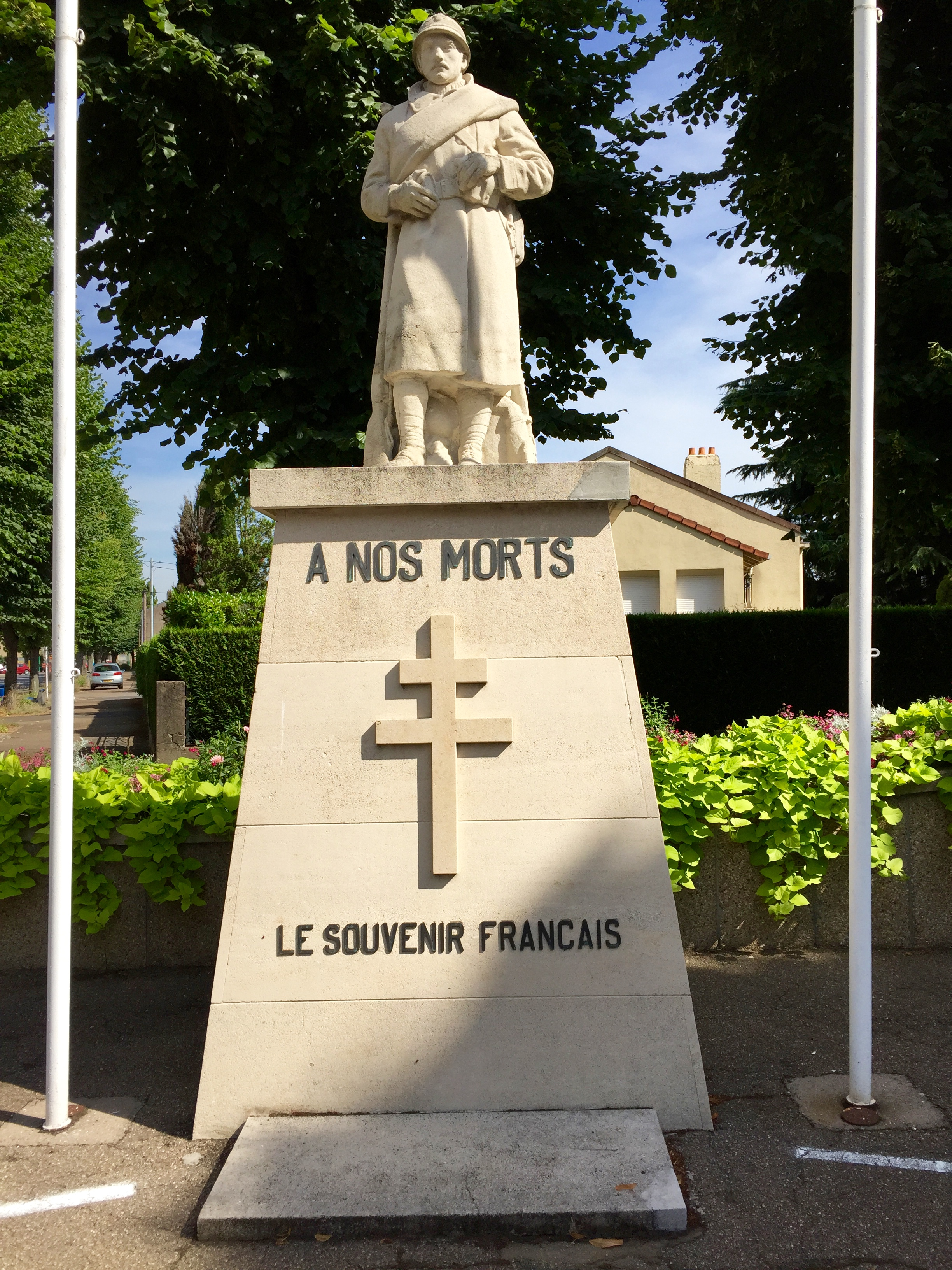
Poilu Libérateur, Place des Déportés
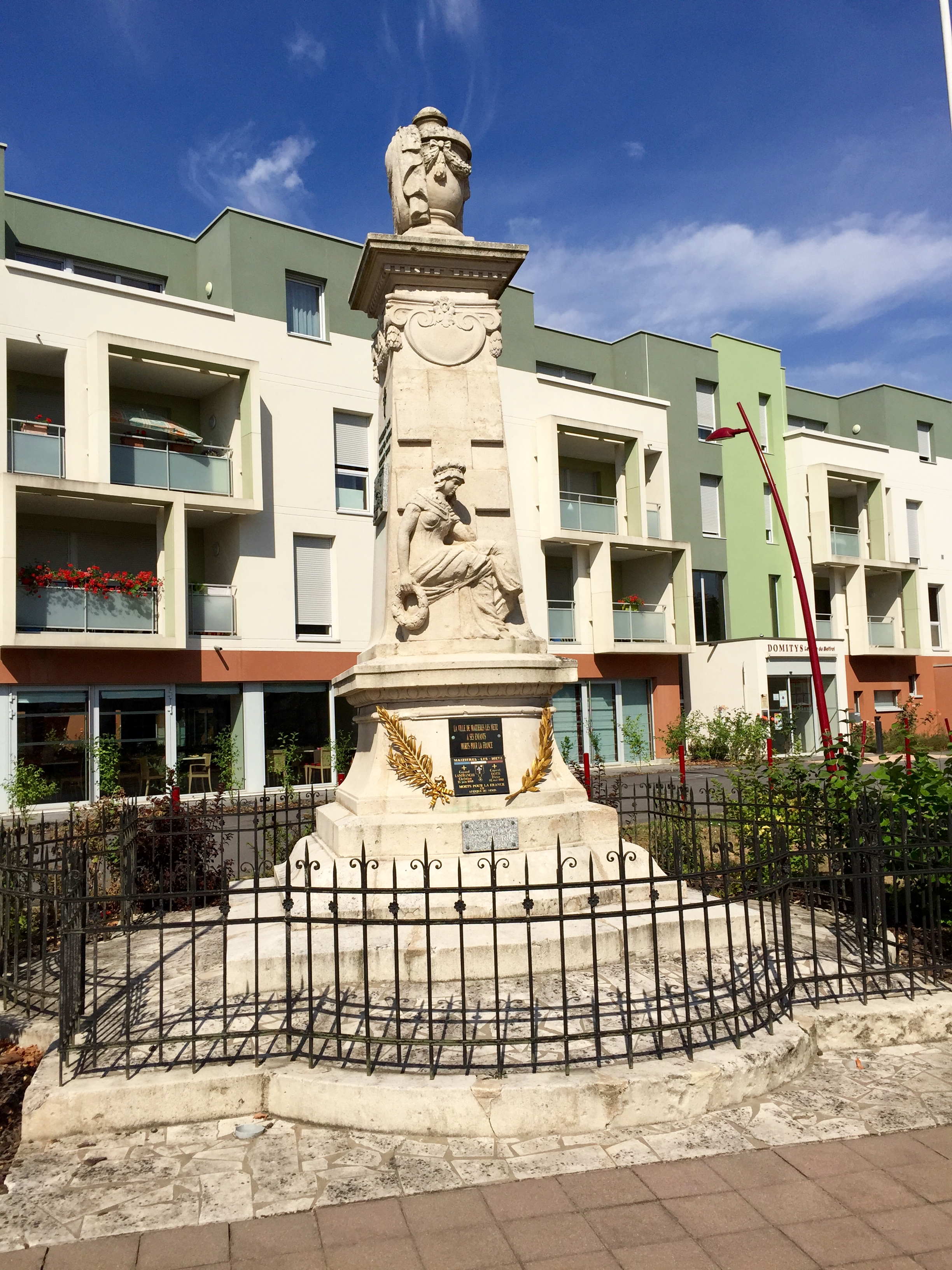
Monument aux morts de la Seconde Guerre mondiale

Le parc d'attractions Walygator Parc, qui a successivement porté les noms Big Bang Schtroumpf, Walibi Schtroumpf et Walibi Lorraine, est installé sur le territoire de la commune. Il a ouvert pour la première fois ses portes le 9 mai 1989 après avoir été construit sur d'anciens terrains des usines sidérurgiques de Sacilor.

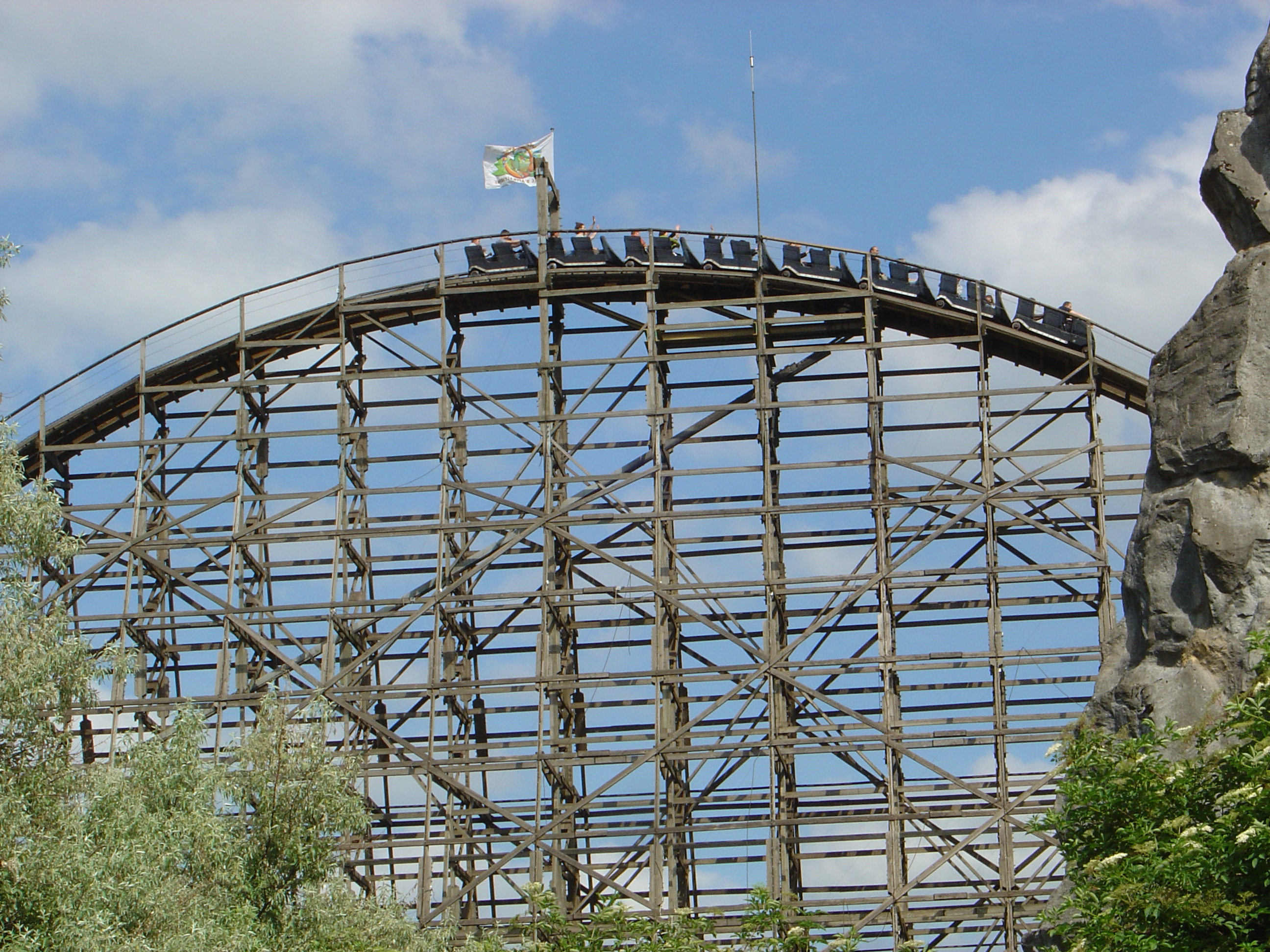
L'Anaconda du Walygator à Maizières-lès-Metz

Le parc de Brieux, qui était auparavant le domaine du château de Brieux, se situe à cheval sur les territoires de Maizières-lès-Metz et d'Hauconcourt. Il est composé de plusieurs étangs et chemins de promenade. Dans ce parc, on peut y voir quelques vestiges du château de Brieux. Celui-ci a été détruit lors de la Seconde Guerre mondiale lors d’une attaque de l’armée américaine sur un groupe de soldats allemands qui s’en servaient comme base et lieu de stockage. Une plaque commémorative est apposée près de l'une des entrées du parc.

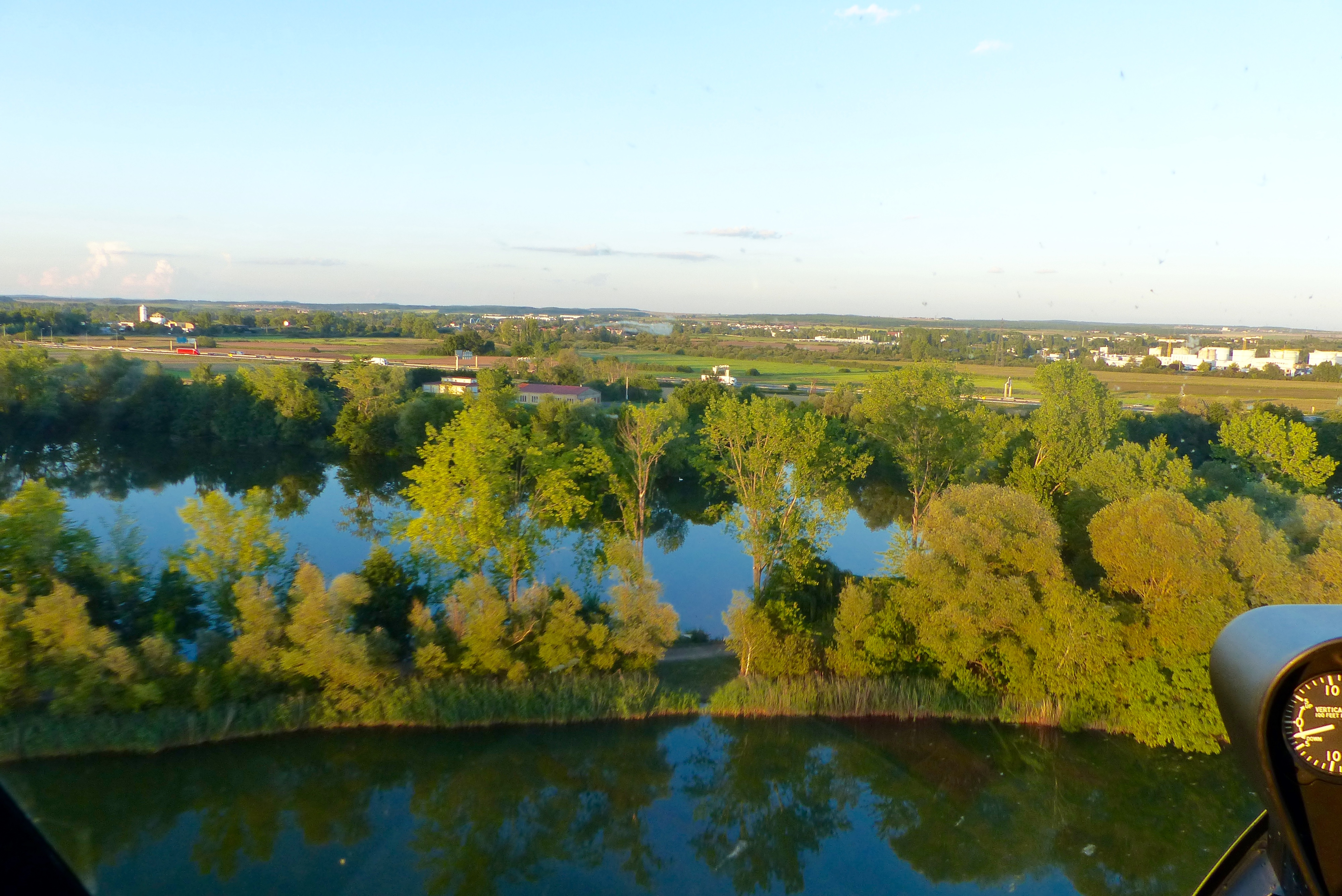
Vue aérienne des étangs du parc de Brieux.
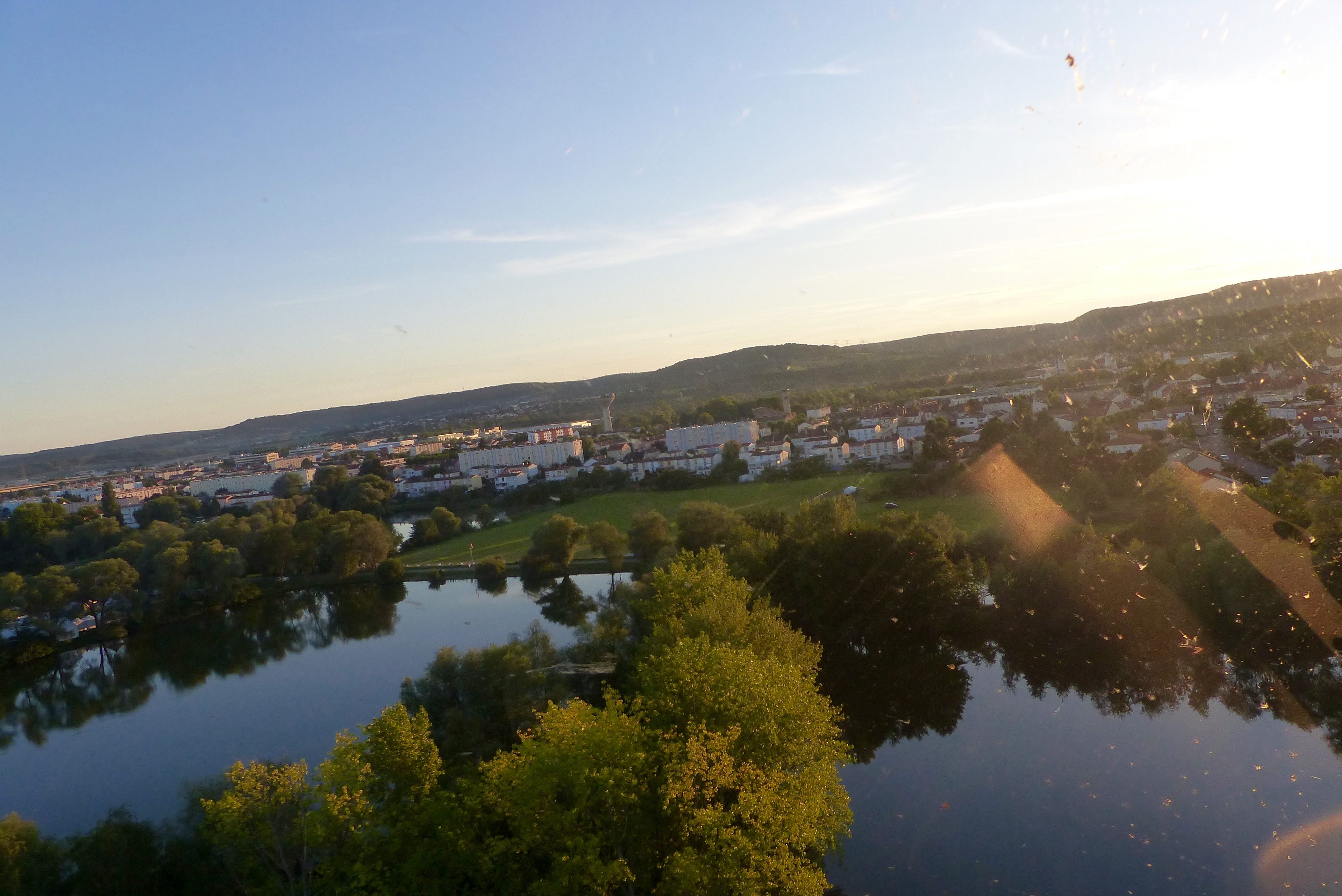
Vue aérienne des étangs du parc de Brieux.
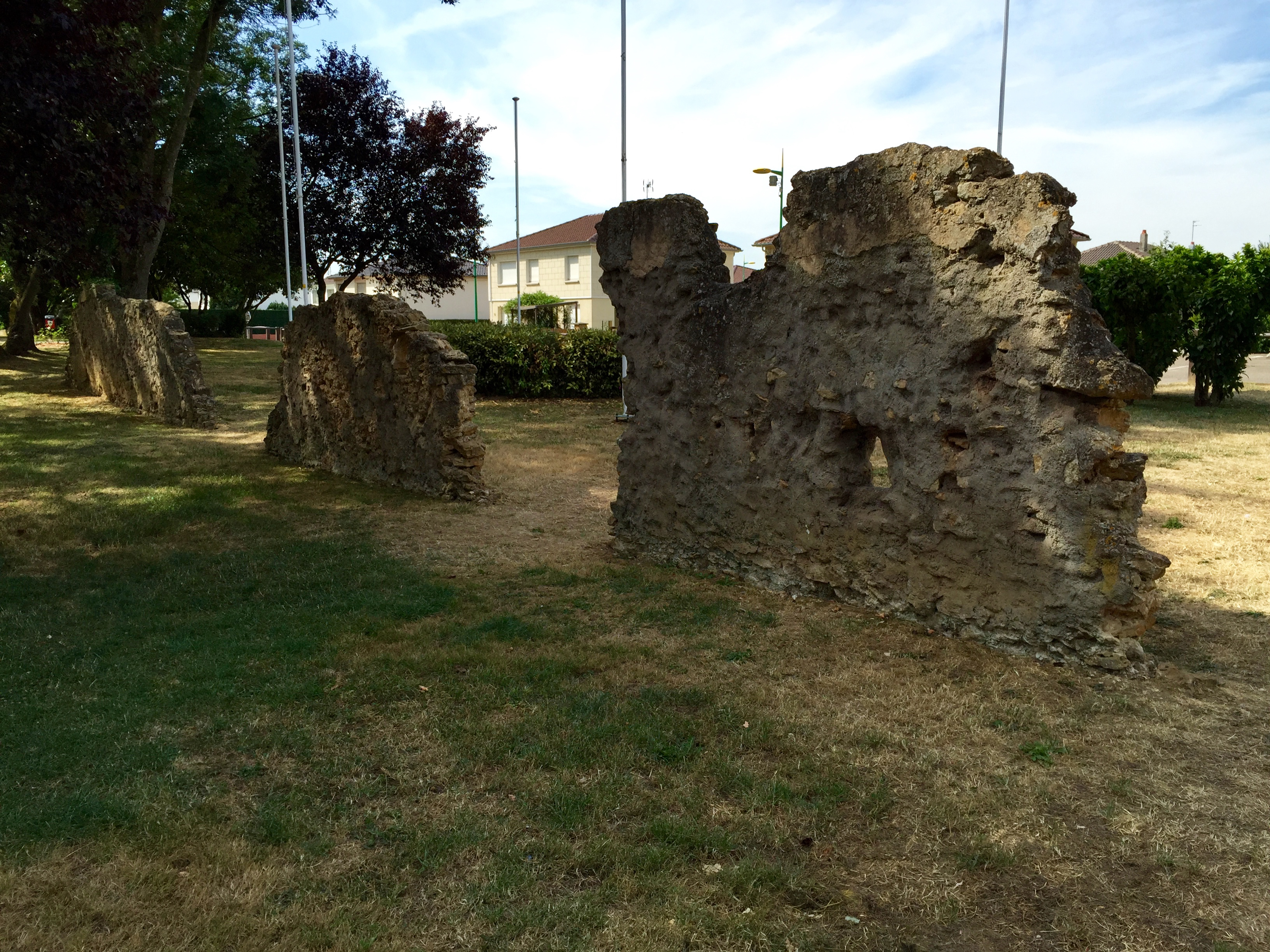
Vestiges du château de Brieux, détruit pendant la Seconde Guerre mondiale.
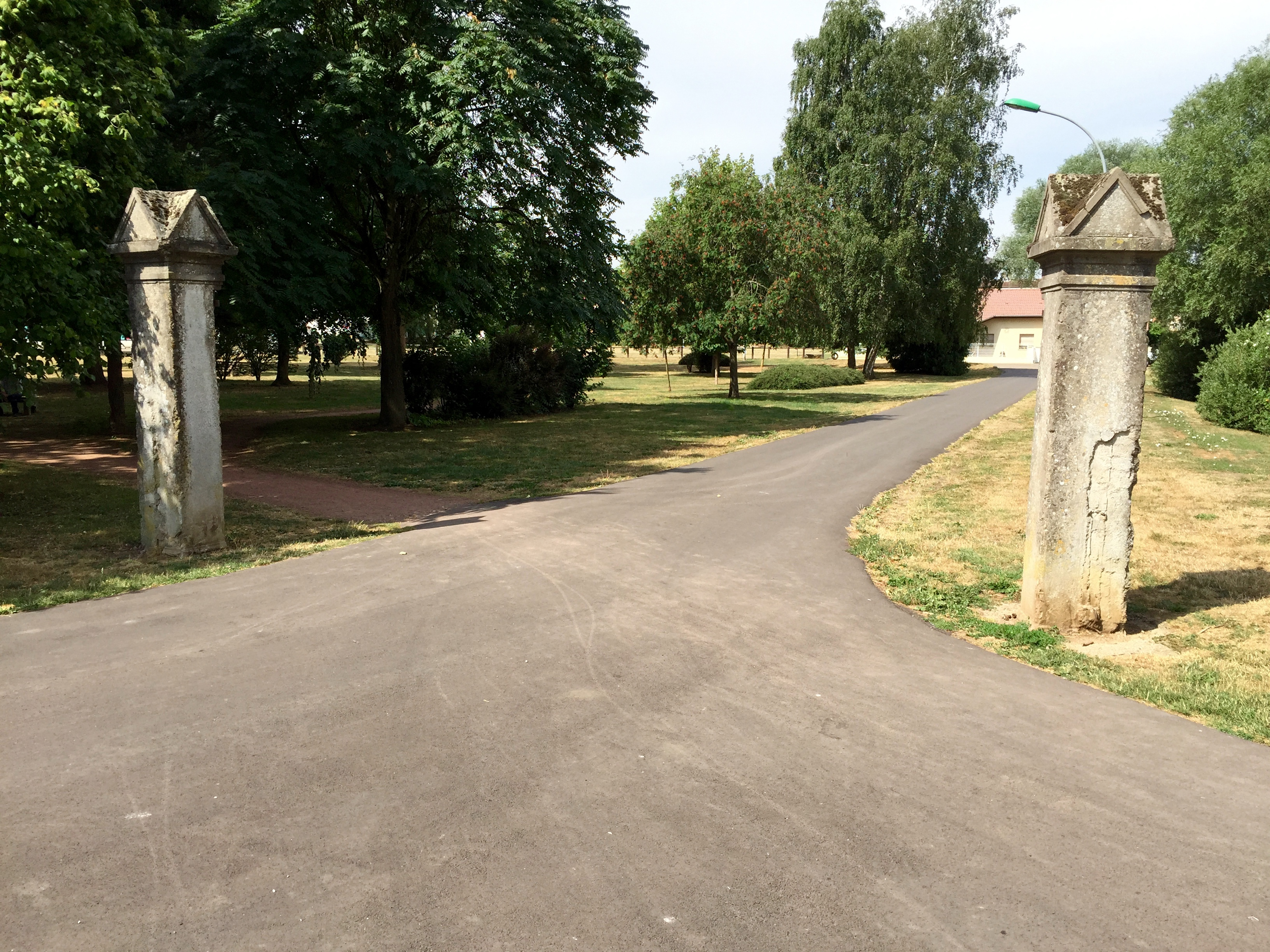
Vestiges du château de Brieux.

### Édifices religieux
- Église Saint-Martin de style contemporain, par Rouquet, pose de la première pierre le 15 novembre 1959. L'ancienne église de 1763 a été détruite pendant la Seconde Guerre mondiale.
- Chapelle Saint Joseph-des-Écarts, XXe siècle. Elle est consacrée par l'évêque Philippe Ballot, le 19 novembre 2023[44].
- Ancienne chapelle en bois de 1946, construite dans l'impasse dite de la chapelle (détruite dans un incendie en 1960).
- Temple protestant réformé, rue Saint-Louis construit entre 1965 et 1968.
- Église néo-apostolique, rue Sainte-Marie, inaugurée en 1988 et fermée en septembre 2016. La communauté néo-apostolique de Maizières-lès-Metz a fusionné en septembre 2016 avec celle d'Amnéville et le bâtiment a été revendu à la commune[45].

Église Saint-Martin.
Temple protestant réformé.
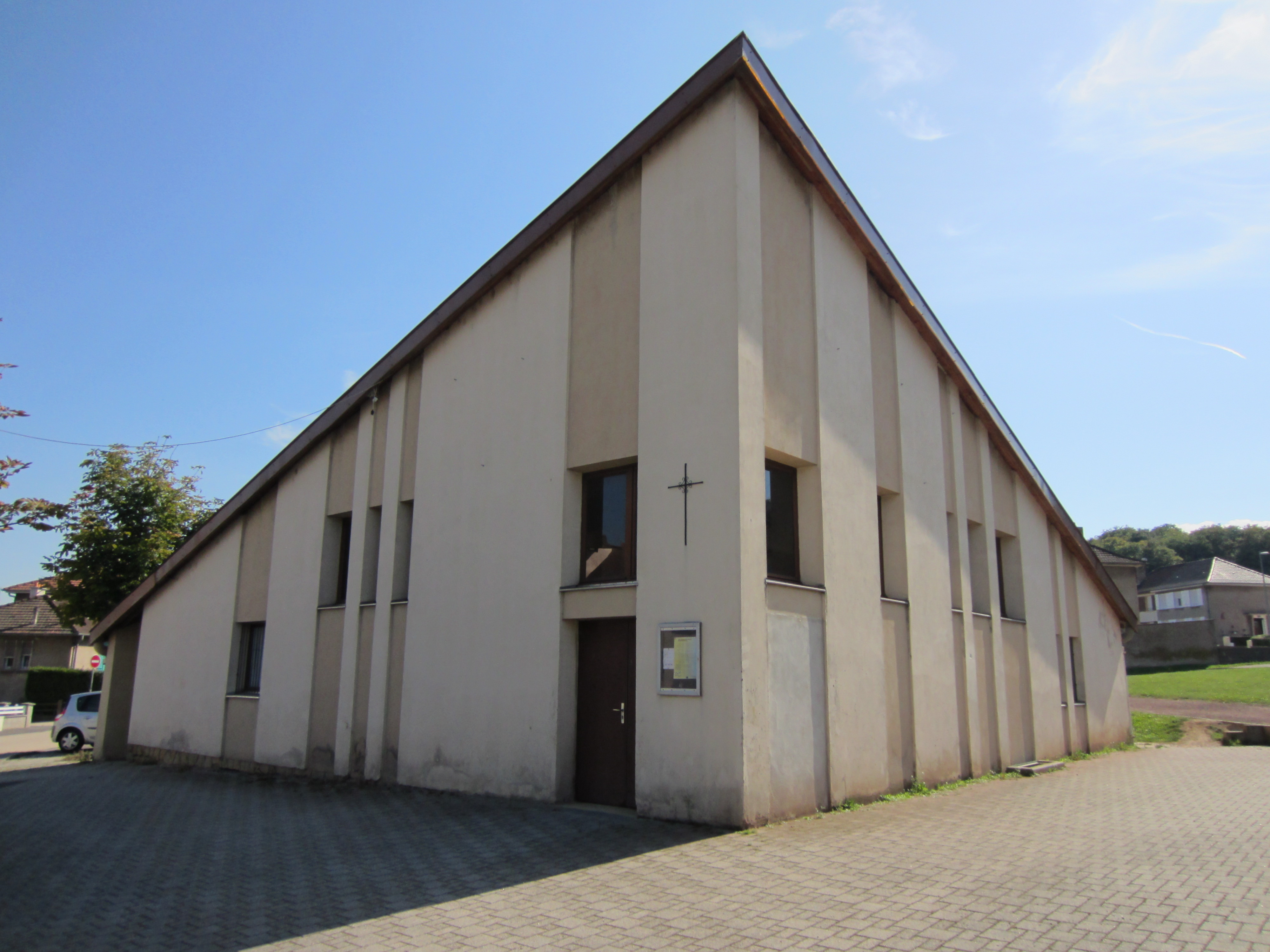
Chapelle Saint-Joseph aux Écarts.

### Personnalités liées à la commune
- Maurice Quentin, né à Maizières-lès-Metz en 1920, coureur cycliste.
- Thomas de Maizière et Lothar de Maizière, hommes politiques allemands dont la famille de la noblesse huguenote a fui la commune après la révocation de l'édit de Nantes.